# Zion Logue
Zion Jabez Logue (Lebanon, 13 luglio 2001) è un giocatore di football americano statunitense che milita nel ruolo di defensive tackle per i Buffalo Bills della National Football League (NFL).

## Carriera universitaria
Nella sua prima stagione a Georgia nel 2019, Logue dispute due partite. Nel 2020 disputò 5 gare con 8 tackle. Nel 2011 fece registrare 11 tackle e un sack, rimanendo riserva nella stagione in cui i Bulldogs conquistarono il titolo nazionale. Nel 2023 disputò tutte le 14 partite, di cui 10 come titolare, con 17 tackle e 0,5 sack. Chiuse la carriera nel college football con 50 presenze, di cui 16 come titolare, 52 tackle e 1,5 sack. Fu invitato all’East–West Shrine Bowl e alla NFL Scouting Combine.

## Carriera professionistica

### Atlanta Falcons
Logue fu scelto nel corso del sesto giro (197º assoluto) del Draft NFL dagli Atlanta Falcons. Fu svincolato il 27 agosto 2024.

### Buffalo Bills
Il 1º ottobre 2024 Logue firmò con i Buffalo Bills. Dopo avere disputato due partite in cui mise a segno due placcaggi, fu svincolato il 7 novembre dopo di che rifirmò con la squadra di allenamento.